# Kivilamp
Kivilamp är en sjö i Arvika kommun i Värmland och ingår i Göta älvs huvudavrinningsområde. Sjön är 18,5 meter djup, har en yta på 0,308 kvadratkilometer och är belägen 279,5 meter över havet. Sjön avvattnas av vattendraget Vaggeälven (Kivilampälven). Vid provfiske har abborre och gädda fångats i sjön.

## Delavrinningsområde
Kivilamp ingår i det delavrinningsområde (666922-131970) som SMHI kallar för Utloppet av Kivilamp. Medelhöjden är 322 meter över havet och ytan är 2,4 kvadratkilometer. Räknas de 4 avrinningsområdena uppströms in blir den ackumulerade arean 59,85 kvadratkilometer. Vaggeälven (Kivilampälven) som avvattnar avrinningsområdet har biflödesordning 3, vilket innebär att vattnet flödar genom totalt 3 vattendrag innan det når havet efter 364 kilometer. Avrinningsområdet består mestadels av skog (70 procent). Avrinningsområdet har 0,32 kvadratkilometer vattenytor vilket ger det en sjöprocent på 13,4 procent.